# Franzosenbrunnen (Harz)

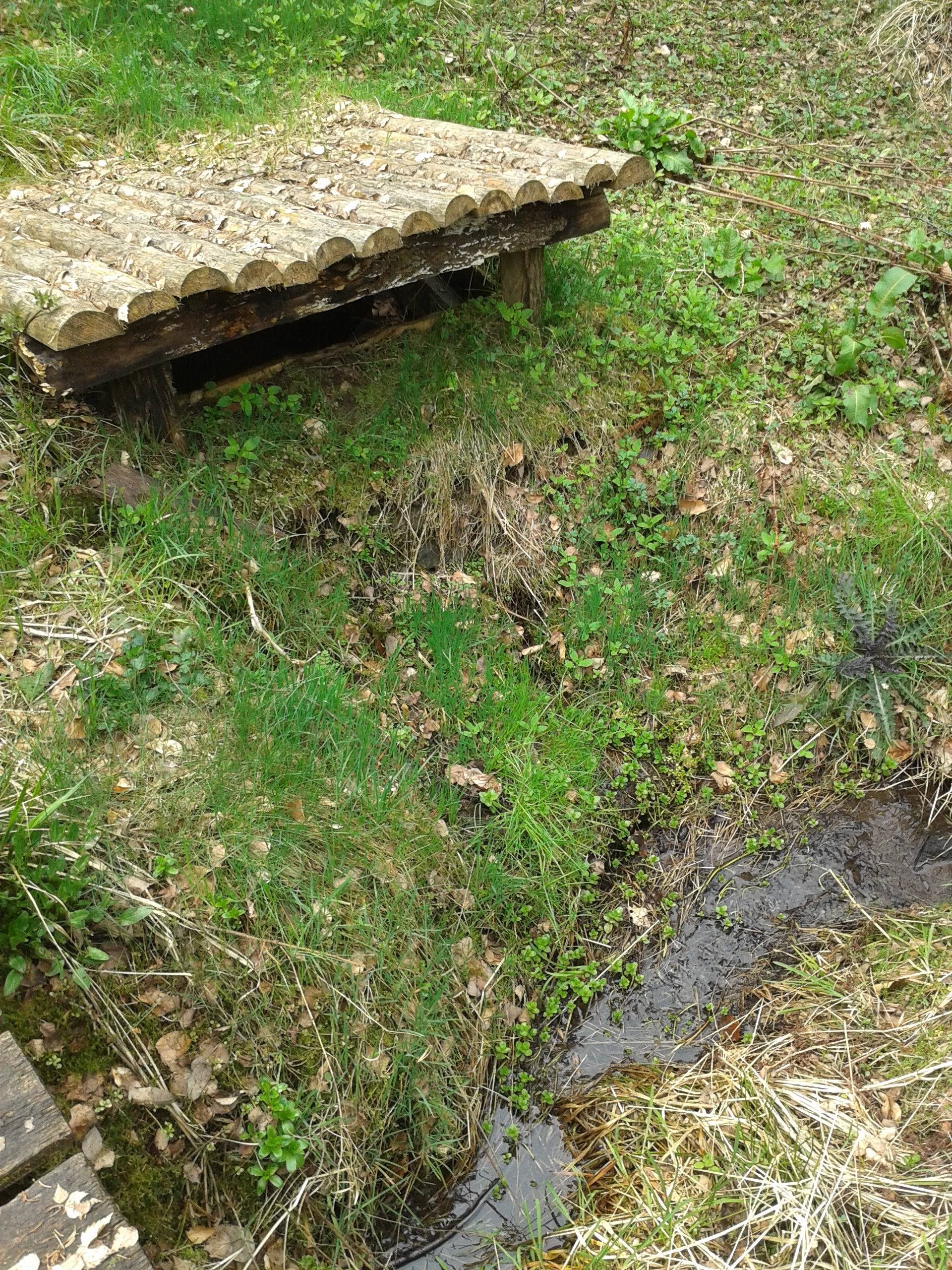
Dach über dem Brunnen

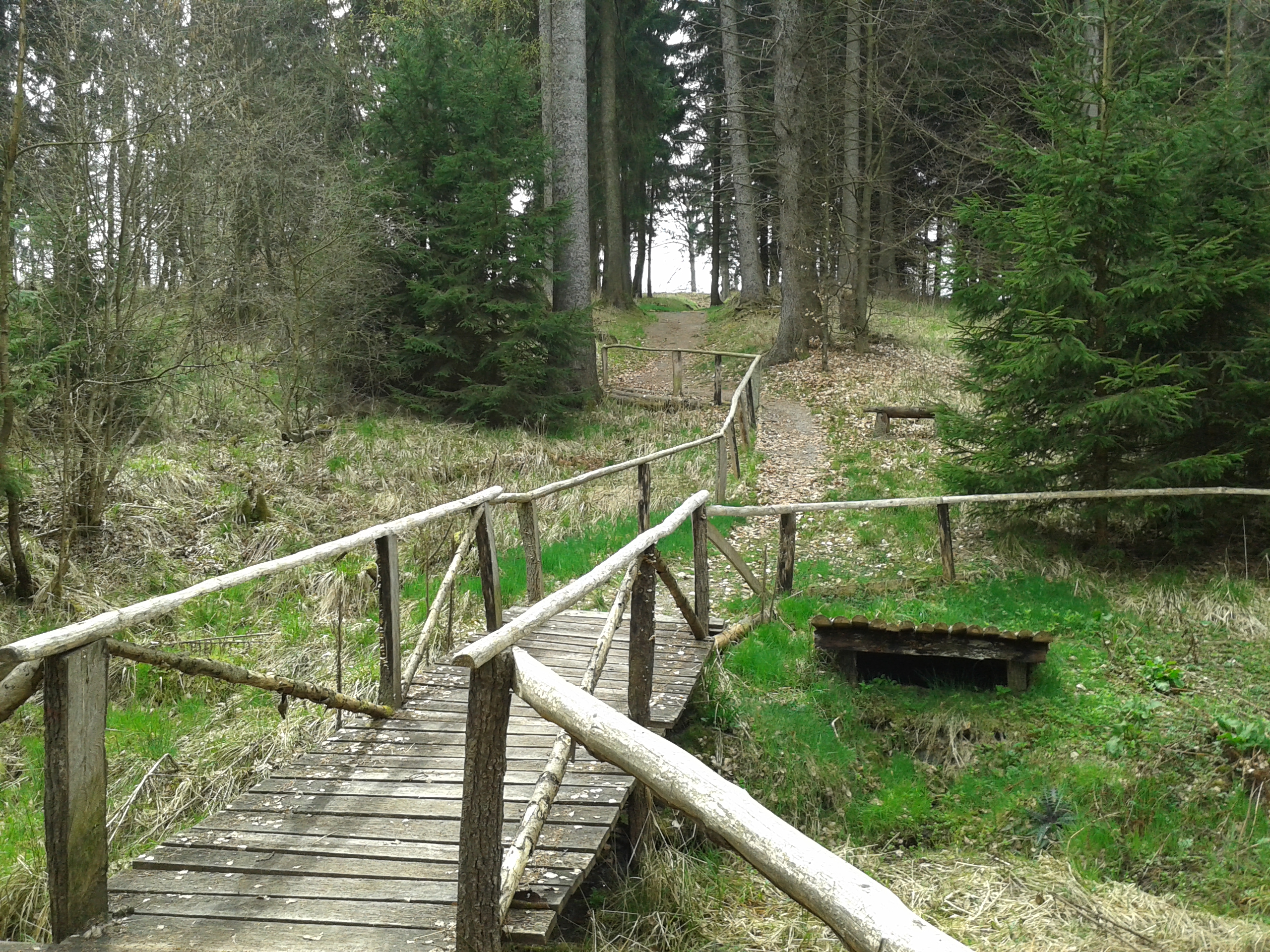
Nicht mehr vorhandene Steganlage am Brunnen

Der Franzosenbrunnen bei Stiege ist ein zusammen mit der etwa 100 m südlich liegenden Selkenfelder Schanze entstandener Brunnen im Harz. Der vorbeiführende Bach ist ein rechter Nebenarm des Limbachs.

## Geschichte
Es ist unklar, ob der Brunnen bereits um 1760 ausgehoben wurde oder erst 1806, als französische Truppen, die aus Richtung Nordhausen kamen, die Selkenfelder Schanze besetzten. Er diente in jedem Fall zur Versorgung der stationierten Soldaten und Pferde.
Bei Holzrückarbeiten wurden um 1900 noch Bruchstücke französischer Hufeisen gefunden, die die französische Präsenz belegen.
Der Franzosenbrunnen blieb noch bis in die 1960er Jahre in Benutzung. Er wurde von Waldarbeitern gebraucht, die hier am offenen Feuer in ihrem Waldarbeiterkochtopf, genannt „Der Rabe“, ihre „Schiebensuppe“ (Brotscheibensuppe), ihre Kartoffeln, Malzkaffee oder Tee kochten. Der Brunnen war dabei nur einer von vielen in den Harzer Wäldern. Oftmals blieb eine Wasserstelle über Jahre unbenutzt. Erst, wenn wieder in dem betreffenden Waldbereich gearbeitet wurde, hat man die Wasserstelle gereinigt und instand gesetzt. Schutz vor Verlandung bzw. Verschwinden unter Laub und Ästen bot das typische, aus dünnen Fichtenstangen gebaute Brunnendach.

## Heutige Situation
Der Brunnen war circa 50 Jahre in Vergessenheit geraten, bis er 2011 durch den Einsatz von Stieger Bürgern und ehemaligen Waldarbeitern wiedergefunden und instand gesetzt wurde. Der Zustand entspricht dabei dem typischen Erscheinungsbild zahlreicher Waldbrunnen.
Im Jahr 2023 war die Steganlge nicht mehr vorhanden und die Brunnenabdeckung verfallen, kaum noch erkennbar und zugewuchert.

## Einzelnachweis
1. ↑  Schwedenschanze bei Stiege rekonstruiert (PDF), Harzer Kreisblatt, Ausgabe 6 / 2013, S. 21, abgerufen am 3. Juli 2023

Koordinaten: 51° 39′ 5,4″ N, 10° 55′ 40,6″ O